# Consultorio N.º 2
El Edificio Consultorio Maruri o Consultorio N°2, ubicado en la comuna de Independencia, es un monumento histórico de la Región Metropolitana de Santiago.
Fue declarado monumento histórico nacional el año 2016.

## Ubicación
El edificio está emplazado entre las calles Maruri al Este, Adolfo Ibáñez al Oeste y General de la Lastra. Forma parte del conjunto "Barrio Los Carmelitas" declarado Zona de Conservación Histórica, de la misma calle Maruri.

## Construcción
La construcción del Consultorio N°2 fue proyectada en 1939, por el Departamento de Arquitectura y Administración de Propiedades de la Caja del Seguro Obrero. De hecho, las siglas de esta institución («C.S.O.») pueden leerse en la fachada del edificio que mira a la calle General de la Lastra. El proyecto estaba dirigido por el arquitecto Aquiles Zentilli, quien colaboró también con Luciano Kulczewski en obras análogas.
Posee tres accesos, uno en cada fachada. La estructura más visible es la torre central de cinco pisos de altura, ubicada al centro de todo el conjunto.
Entre sus notas modernas más distintivas, del estilo art decó tardío, destacan sus líneas horizontales y formas curvas acentuadas, con elementos que evocan buques transatlánticos.

## Valor patrimonial
El Consultorio Maruri, al igual que el Consultorio N°1 es un exponente de las tendencias en arquitectura de esta época en Chile, que seguían de cerca los movimientos art nouveau y art decó. Su volumetría y planificado dinamismo dan cuenta de la vocación moderna y racionalista del edificio.
Además, es considerado parte del esfuerzo estatal por asumir mayores compromisos en la cobertura y prestaciones de servicios médicos a la población, como otros recintos hospitalarios y sanitarios de Chile construidos durante el siglo XX.

## Actualidad
En la actualidad, este edificio continúa siendo parte integral del sistema de salud estatal público chileno. Sirve de sede a la administración del Servicio de Salud Metropolitano Norte y a la Subcomisión Norte de la Comisión Preventiva de Invalidez (COMPIN).